# لصاقة جلدية

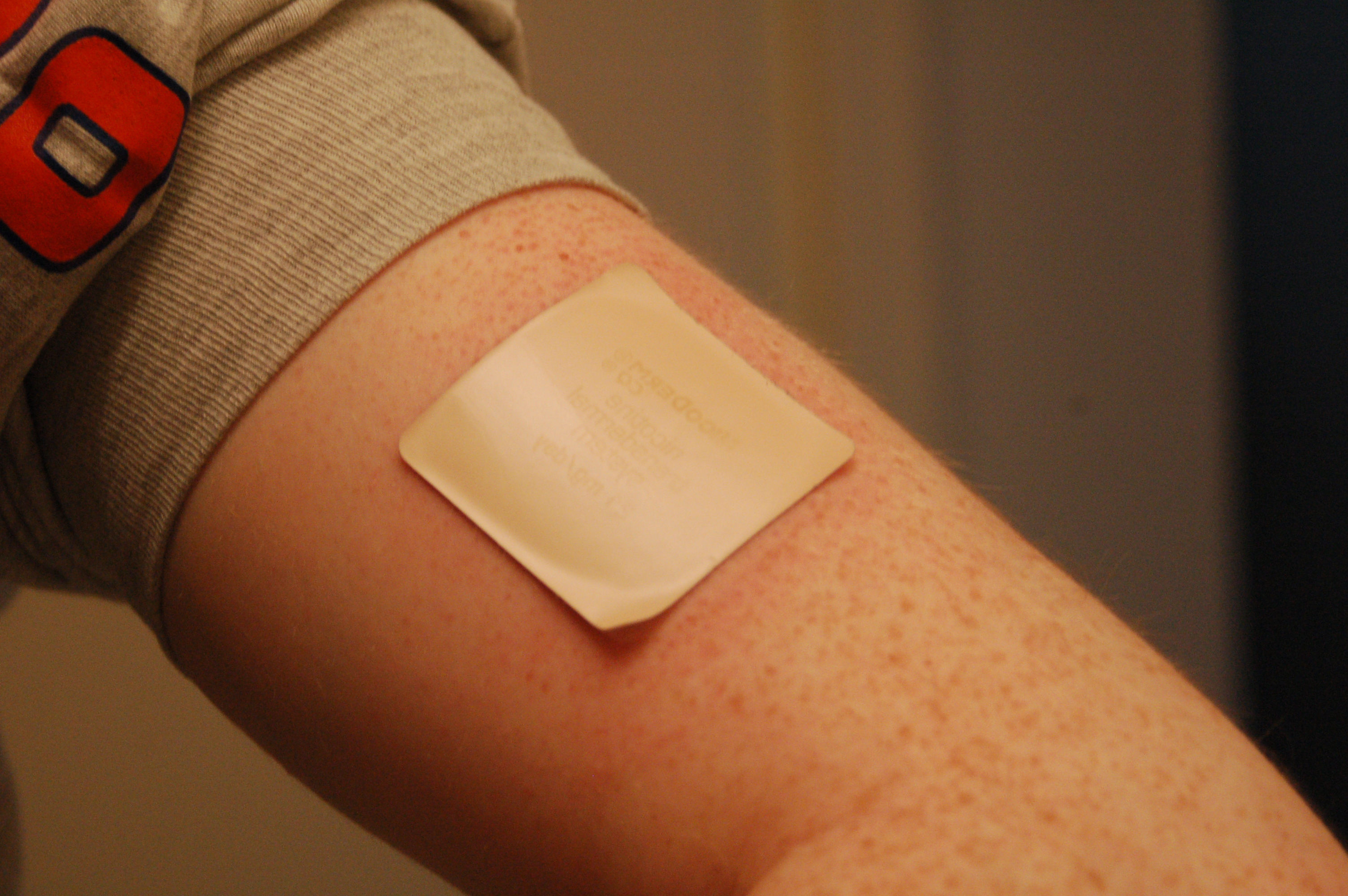
جرعة 21 ملغ من رقعة نيكوديرم سي كيو توضع على الذراع الأيسر

الرقعة الجلدية هي رقعة لاصقة طبية توضع على الجلد لتوصيل جرعة محددة من الدواء عبر الجلد مباشرة إلى مجرى الدم. إحدى مزايا طريقة توصيل الدواء عبر الجلد مقارنة بأنواع أخرى من توصيل الأدوية (مثل الفم أو الموضعي أو الوريدي أو العضلي) هي أن الرقعة تسمح بالتحكم بإطلاق الدواء في المريض، عادةً إما من خلال غشاء مسامي يغطي خزان الدواء أو من خلال حرارة الجسم التي تذيب طبقات رقيقة من الدواء مدمجة في المادة اللاصقة. يكمن العيب الرئيسي لأنظمة التوصيل عبر الجلد من حقيقة أن الجلد يشكل حاجزًا فعالًا للغاية؛ ونتيجة لذلك، لا يمكن توصيل سوى الأدوية التي تكون جزيئاتها صغيرة بما يكفي لاختراق الجلد بهذه الطريقة. تمت الموافقة على أول رقعة طبية متوفرة تجاريًا من قبل إدارة الغذاء والدواء الأمريكية في ديسمبر 1979. كانت هذه الرقعة تحتوي على سكوبولامين لعلاج دوار الحركة.
ولمعالجة القيود التي يفرضها حاجز الجلد، طور الباحثون رقعة جلدية دقيقة تتكون من مجموعة من الإبر الدقيقة، والتي تسمح بمرور مجموعة أكثر تنوعًا من المركبات أو الجزيئات عبر الجلد دون الحاجة إلى تقليص الدواء مسبقًا. توفر رقعة الجلد الدقيقة ميزة الإطلاق المتحكم فيه للدواء والتطبيق البسيط دون الحاجة إلى مساعدة طبية متخصصة. تمكن تقنية رقعة الجلد الدقيقة المتقدمة من تحديد توصيل الدواء للاستخدام الموضعي، على سبيل المثال رقعة الجلد الدقيقة لتبييض البشرة التي يتم تطبيقها على الوجه. تم تطوير أنواع مختلفة من رقعة الجلد الدقيقة لاختراق الأنسجة خارج الجلد، بما في ذلك الأنسجة الداخلية للفم والجهاز الهضمي، مما يسمح بتوصيل الدواء بشكل أسرع وأكثر مباشرة إلى المنطقة المستهدفة.

## التطبيقات
- إن أكثر اللصقات الجلدية مبيعًا في الولايات المتحدة الأمريكية هي لصقة النيكوتين، التي تطلق النيكوتين بجرعات محددة للمساعدة في الإقلاع عن تدخين التبغ. وقد تمت الموافقة على أول لصقة بخار متاحة تجاريًا للحد من التدخين في أوروبا في عام 2007.

- في كثير من الأحيان، يتم وصف دواءين أفيونيين يستخدمان لتوفير راحة على مدار الساعة من الألم الشديد في شكل رقعة، الفنتانيل CII (المسوق باسم Duragesic) والبوبرينورفين CIII (المسوق باسم BuTrans).

## ميزات إيتاء الدواء عن طريق الجلد
1. تجنب صعوبات امتصاص الدواء المعدي المعوي
2. الحصول على تأثيرات جهازية
3. يمكن إعطاؤه لجميع الفئات العمرية
4. يمكن إعطاؤه في جميع حالات الإصابات
5. تجنب تأثير المرور الكبدي الأول
6. إمكانية تجنب إعطاء الأدوية عن طريق الحقن الذي يرافقه العديد من المخاطر
7. إمكانية إنهاء المعالجة بنزع التطبيق من سطح الجلد
8. تقدم هذه الطريقة معالجة مديدة مع تطبيق مفرد مما يجعل المريض أكثر تقبلاً للدواء
9. توفير اقتصادي للمريض
10. تسمح بتناول أدوية ذات نصف عمر قصير نوعاً ما

## مساوئ إيتاء الدواء عن طريق الجلد
1.محدودية الأدوية المسموح بإعطائها بهذه الطريقة
2.صعوبة التصنيع لصعوبة إيجاد مواد سواغية مناسبة وصعوبة اختيار المادة اللاصقة الملائمة للجلد
3.حدوت التهابات جلدية تماسية في مقرات التطبيق نتيجة لوجود مادة أو أكثر في اللصاقة أو لوجود الماد اللاصقة في اللصاقة

## شروط إيتاء الدواء عن طريق الجلد
1. إيتاء الدواء بمعدل مثالي إلى الجلد ليمتص الدواء عن طريق الجلد ضمن مستويات علاجية.
2. احتواء عوامل دوائية تملك المواصفات الفيزيوكيميائية الضرورية للإطلاق من اللصاقة الطبية ولتتوزع داخل الطبقة المتقرنة من الجلد.
3. إغلاق الجلد لضمان تدفق وحيد الاتجاه للدواء داخل الطبقة المتقرنة
4. الحصول على ميزة علاجية تفوق الأشكال الصيدلانية ونظم إيتاء الدواء الأخرى
5. احتواء المكونات كالمادة اللاصقة والسواغ والعامل الفعال والتي لا تكون مهيجة أو محسسة للجلد
6. الالتصاق الجيد بجلد المريض والحصول على حجم لصاقة جيد ومظهر مقبول ومقر تطبيق سهل ومناسب بحيث يشجع قبول المريض.

## طرق نقل الدواء عبر الطبقة المتقرنة للبشرة

### 1-Transcellular Route
أي تنتقل جزيئات الدواء عبر الخلايا المتقرنة، وهي تشكل حوالي 1% من مساحة الجلد وهي الطريق الرئيسية للمركبات القطبية.

### 2-Intracellular Route
أي تنتقل الجزيئات بين الخلايا المتقرنة عبر الطبقات الدسمة المحيطة بها، وهي الطريق الرئيسية لانتقال الجزيئات المحبة للدسم وهي الطريق الوحيد المستمر والشكل الأكثر انتشاراً لعبور الأدوية رغم أنه أطول نسبياً.

### 3-الانتقال عبر ملحقات الجلد
كالأجربة الشعرية والغدد والقنوات العرقية والدهنية،
وهي مهملة وغير هامة بسبب قلة هذه الأعضاء نسبياً, فهي تشكل واحد بالألف فقط من مساحة الجلد أي 0.1%

## العوامل المؤثرة على الامتصاص عن طريق الجلد
هناك الكثير من العوامل التي تؤثر على امتصاص بطريق الجلد منها

### العوامل المتعلقة بالجلد
- العمر: جلد الأطفال أكثر اختراقا من باقي الفئات العمرية
- العرق : الجلد عند القوقازيين أكثر اختراقا من جلد عند الأميركيين والأفارقة
- منطقة التطبيق: الأكثر امتصاصا (المناطق التناسلية وجفن العين والأغشية المخاطية) المناطق المتوسطة الامتصاص (الرأس والوجه، الصدر والظهر، الأرداف، البطن، الذارع العلوي، الساق) المناطق الأقل امتصاصا (الأظافر)
- درجة التميه : الجلد المميه أكثر اختراقا من الجلد الجاف تسهل إماهة الطبقات السطحية من الجلد امتصاص الدواء عبر طبقات الجلد وبالتالي صممت نظم إيتاء الدواء بطريق الأدمة كحواجز نداوة غالقة occlusive moisture و التي لا يمكن للعرق من الجلد أن يمر خلالها مما يسبب إماهة جلدية زائدة
- تهيج الجلد: يسبب عبور الدواء بسهوله للطبقة المتقرنة وبالتالي يزداد الاختراق ويحدث وصول مباشر إلى النسيج تحت الجلد والشبكة الشعرية متفادياً الوظيفة المصممة لنظم إيتاء الدواء بطريق الأدمة حيث سيتم امتصاص الدواء بسرعة كبيرة فينتهي مخزون الدواء في مدة قصيرة فتفقد التأثير المديد والمستمر للدواء من اللصاقة كما يمكن أن يحدث بالامتصاص السريع للدواء أن يصل في الدم إلى التركيز السمي للدواء.
- درجة الحرارة تزيد من الاختراقية

الحروق الشمسية : تزداد الاختراقية بعد حدوث تقشر الجلد
الإكزيما تعزز الاختراق أما في حال الصداف فتتشكل قشور سميكة تنقص الاختراقية

### العوامل المتعلقة بالمادة الدوائية
وبناءً على ذلك يمكن وضع شروط لا بد منها لكي ينتقل الدواء عن طريق الجلد وهي:
1. أن يكون وزنه الجزيئي صغير وحجمه صغير، ويفضل أقل من 400 دالتون.
2. أن يكون ذو قابلية ذوبان جيدة في كلا الماء والدسم، وأن تكون ألفته للدسم أكبر منها للماء لحد معين، وذك ما يعبر عنه بمعامل التوزع ماء/ دسم Partition coefficient
3. أن يتمتع بفعالية وكفاءة عالية.
4. أن يكون بشكل غير متشرد لأن المادة المتشردة (القطبية) تكون أقل امتصاصاً.
5. أن يملك انجذاباً فيزيوكيميائياً نحو الجلد أكبر مما هو للسواغ الذي يتواجد فيه وذلك لكي يتمكن من مغادرة السواغ لصالح الجلد.
6. المدة الزمنية: كلما ازدادت المدة الزمنية التي يسمح للصاقة بالبقاء على تماس مع الجلد كلما زاد الامتصاص الدوائي الكلي

## مراحل تطبيق اللصاقات الجلدية

### 1- حدد مكان وضع اللصاقة
- اختر الجزء الجاف والخالي من الشعر من الجلد، تعد الأرداف والظهر والبطن والجزء الظاهر من الذراع العلوية خيارات جيدة .

إذا كانت المنطقة المختارة حاوية على شعر قم بقصه لكن لا تحلقه . بالنسبة للنساء لا تطبق اللصاقة على الصدر .
- تأكد من أن المنطقة نظيفة وفي حال وجود أي زيوت أو مساحيق قد لا تلصق اللصاقة بشكل جيد.
- لا تضع اللصاقة على مناطق الجلد المحروقة أو المهيجة أو المعرضة للخطر .
- نظف المنطقة المراد وضع اللصاقة عليها بالماء فقط لأن الصابون أو الكريمات أو الكحول قد تسبب تهيج الجلد تحت اللصاقة.

### 2- ضع اللصاقة على الجلد
- انزع اللصاقة من الرزمة، لاتقم بذلك حتى تكون مستعد لاستخدام اللصاقة .
- يوجد طبقة حامية تغطي الجزء اللاصق من اللصاقة الذي سيلتصق على الجلد، امسك طرف هذه الطبقة وانزع اللصاقة منها حاول ألا تلمس الجانب اللاصق من اللصاقة، ثم ارمي الطبقة الحامية .
- ضع الجانب اللاصق من اللصاقة على الجلد في المنطقة المختارة .
- اضغط اللصاقة بقوة على الجلد براحة اليد لمدة 30 ثانية، تأكد من أن اللصاقة قد تم لصقها بشكل جيد وبالأخص أطراف اللصاقة، إذا لم تتثبت اللصاقة بشكل جيد قم تثبيتها بواسطة شريط.
- اغسل يدك بعد تطبيق اللصاقة .

### 3- استمر بوضع اللصاقة حتى نهاية الزمن الموصوف
- المدة الزمنية يحددها الطبيب أو الصيدلاني، هناك بعض اللصاقات مكتوب عليها المدة الزمنية المحددة من أجل أن يتذكر المريض وضع لصاقة جديدة.
- في حال التبلل بالماء عند الاستحمام أو السباحة فلا تؤثر على سلامة اللصاقة، أما في حال التعرض للماء الساخن أو إلى بخار الماء قد تسقط اللصاقة تطبق اللصاقة في الوقت المحدد من قبل الطبيب.
- إذا كنت ممن يستعمل زيوت الاستحمام أو صوابين حاوية نسب عالية من الكريم أو مرطبات الجلد فمن المؤكد أن اللصاقة ستسقط في كل مرة، فعليك بتجنب هذه المنتجات .

إذا كنت ترغب في استعمال مرطب الجلد فقم بتطبيق اللصاقة أولا ثم استعمل المرطب في المناطق غير المغطاة باللصاقة.
- يجب تجنب الحرارة بالنسبة لبعض اللصاقات فالحرارة قد تسبب زيادة دخول الدواء إلى الجسم .

### 4- بعد وضع اللصاقة لكامل الفترة الزمنية المحددة قم بإزالة اللصاقة وارميها
- تأكد من رمي اللصاقة بشكل آمن كي لا تصل إلى الأطفال والحيوانات الأليفة فالدواء المتبقي في اللصاقة خطر بشدة على الأطفال والحيوانات الأليفة.
- يمكن إزالة أجزاء اللاصق المتبقية على الجلد بسهولة .

## آلية امتصاص الأدوية عبر الجلد
تسلك الطبقة المتقرنة للبشرة Stratum corneum سلوك غشاء اصطناعي نصف نفوذ بسبب بنيتها التي تقدم الحديث عنها، ولذا فإن الأدوية تنفذ من خلالها بآلية الانتشار المنفعل Passive diffusion حصراً وتعتبر حاجزاً محدداً لمعدل نقل الدواء بطريق الجلد في الأشكال الصيدلانية الجلدية التقليدية، ولكن يلاحظ أن المحدد لمعدل الامتصاص في اللصاقات الجلدية هو اللصاقة نفسها وليس الطبقة المتقرنة.
وبما أن تركيز الدواء ينخفض بوضوح مع الزمن، فعندما يكون الدواء محلولاً
Rate of release = C0 [D / π t l2] 1/2
حيث
D معامل الانتشار
L سماكة الغشاء
C0 تركيز الدواء في اللحظة /0/
T الزمن
أما إذا كان الدواء معلقاً:
Rate of release = A [D Cs C0/2t] 1/2
Cs هو تركيز الدواء في حالة الإشباع.
A مساحة سطح القالب
ومن العلاقتين نجد أن معدل إطلاق الدواء يعتمد على الجذر التربيعي للزمن، وهذه التبعية تبقى مادام الدوام معلقاً حتى ينخفض التركيز إلى مادون الإشباع.
أما في نموذج المستودع، يوجد الدوام بشكل محلول أو معلق، لكن يفصل عن الجلد بغشاء نصف نفوذ ولاصق، وفي هذه الحالة يكون إطلاق الدواء كالتالي:
Rate of release = C0 A D P/ l e [A D P t/l]
حيث C0 التركيز في اللحظة /0/
A مساحة سطح الغشاء
P معامل التقسيم
L سماكة الغشاء
هذه العلاقة الأُسية تؤكد أن إطلاق الدواء يتناقص أسياً مع الزمن وأن التركيز الأعلى للدواء يعطي أعلى إطلاق.
العلاقات أعلاه تستخدم للإطلاق من أنظمة بسيطة واللصاقات الجلدية نادراً ما تكون بسيطة ومن الواضح أن التوافق بين المكونات شيء جوهري وضروري.
إذاً من المهم أن تكون المكونات أيضاً متوافقة مع الجلد وثابتة كيميائياً وملائمة للاستخدام مع بعضها.
مثلاً، أن لا يكون المحل المستخدم قابل على حل اللاصق أو البوليمير.
إذا حصلت تفاعلات وتداخلات بين المكونات فإن الإطلاق سوف يتغير عما ذُكر أعلاه لذا فإن الاختيار المناسب لمكونات اللصاقة ضرورياً لنجاح التصميم والصياغة.
وتخضع عملية الامتصاص هذه إلى قانون فيك Fick low الذي يجمع العوامل المؤثرة على الامتصاص بالعلاقة التالية:
A / h.dm/dt = D. P. C

## معززات امتصاص الدواء بطريق الجلد
لقد تم الاهتمام من قبل العلماء الصيدلانيين لتطوير معززات تغلغل كيميائية وطرق فيزيائية من أجل زيادة امتصاص الدواء عن طريق الجلد لتصل إلى كمية الدواء اللازم امتصاصها عبر الجلد خلال الساعة وعلى مدار اليوم.

### المعززات الكيميائية
يزيد معزز النفاذ الكيميائي الجلدي نفوذية الجلد بسبب الضرر المعكوس reversibly damaging أو بواسطة التعديل للطبيعة الفيزيوكيميائية للطبقة المتقرنة لخفض مقاومتها الانتشارية ومن بين التعديلات الإماهة الزائدة للطبقة المتقرنة، تبديل بنية الشحوم والبروتينات الشحمية في القنوات بين الخلايا من خلال تأثير المذيب تملك بعض الأدوية مقدرة كبيرة على التغلغل في الجلد دون الحاجة إلى معززات كيميائية ومع ذلك في الأمثلة التي لا تكون هذه هي الحالة يمكن لمعززات التغلغل أن تكون فعالة في جعل مادة غير قابلة للنفاذ مفيدة في إيتاء الدواء بطريق الأدمة .
تم ذكر أكثر من 275 مركباً كيميائياً في المراجع كمعززات التغلغل في الجلد متضمنة الأسيتون و الآزون azone و Dimethylacetamide و dimethyl formamide و دي ميثيل سلفوكسيد (DMSO) و ال[[ايتانول و حمض الأولييك و البولي ايثيلين غليكول و البروبيلين غليكول و SLS ويجب أن يرتكز انتقاء معزز التغلغل في تطوير نظام إيتاء الدواء بطريق الأدمة ليس فقط في نجاعته في تعزيز التغلغل في الجلد ولكن أيضاً على أن تكون سميته الجلدية منخفضة وتوافقه الفيزيوكيميائي والبيولوجي مع مكونات النظام الأخرى

### المعززات الفيزيائية
الارحال الأيوني:
و الذي يتضمن إيتاء مركبات كيميائية مشحونة عبر غشاء الجلد باستعمال حقل كهربائي مطبق، كما كان عدد من الأدوية موضوع بحث لمثل هذه الدراسات بالارحال الأيوني متضمنة الليدوكائين والديكساميثازون وحموض أمينية /ببتيدات أنسولين فيراباميل بروبرانولول، حيث أنها تمتص بشكل ضعيف عبر الطريق الجلدي بسبب حجمها الجزيئي الكبير والخاصة الأيونية وعدم قابلية النفاذ للجلد، ومع ذلك فقد أظهر الإيتاء بطريق الجلد المعزز بالارحال الأيوني بعض الوعد كوسائل لإعطاء( الببتيد/البروتين)
الارحال الصوتي:
تمت دراسة الارحال الصوتي (فائق الصوت عالي التواتر ) أيضاً كوسائل لتعزيز الدواء بطريق الأدمة وقد كان من بين العوامل المختبرة الهيدروكورتيزون والليدوكائين وحمض الساليسيليك في تركيبات مثل الهلامات، الكريمات، الدهونات . ولقد أعتقد بأن الصوت عالي التواتر يمكن أن يؤثر على سلامة (كمال) الطبقة المتقرنة ولهذا يؤثر على نفاذيتها.

## الطبقات التي تتألف منها اللصاقات الجلدية
1- غشاء خلفي غالق لحماية النظام من الدخول البيئي ومن فقد الدواء من النظام والنداوة من الجلد
2-مستودع الدواء لتخزين وإطلاق الدواء
3- بطانة إطلاق التي تنزع قبل التطبيق وتتيح إطلاق الدواء
4- طبقة لاصقة للمحافظة على التماس مع الجلد بعد التطبيق

### 1- الطبقة الظهرية
نستعمل أفلام من البولي بروبيلين والبولي ايثيلين والبولي أو ليفين والتي تكون شفافة ومصبغة بلمر مشارك أسيتات فينيل الإيتلين مع بولي استر – بلمر مشارك إيتلين مع كحول فينيلي – بولي استر شفاف أو مصبوغ بلاستيك معالج بالألبومين

### 2-الطبقة اللاصقة
حساسة للضغط موفرة المقدرة على الالتصاق بالجلد بضغط اصغري والبقاء للفترة الزمنية المطلوبة غير مهيجة غير محسسة عديمة السمية إزالتها سهلة بعد الاستعمال وتسمح بجريان غير معاق عبر الجلد متوافق مع جميع مكونات النظام يمكن تضمين الدواء ضمن الطبقة اللاصقة لتامين الجرعة الهجومية نستعمل البولي بوتيل اكريلات – بولي ايزو بوتيلين وثنائي اوكسيد السيلكون الغرواني مع زيت معدني – بولي ايزو ايتيلين

### 3- أغشية إطلاق الدواء
نستعمل بولي ايتيلين مع بنى مكروية المسامات لتفي بالمواصفات المرغوبة للنظام –بولي بروبيلين –ايتيلين مع أسيتات فينيل –الالومين

## تصميم ملامح نظم إيتاء الدواء بطريق الأدمة
تكنولوجياً يمكن تصنيف نظم إيتاء الدواء بطريق الأدمة إلى نمطين:النظام أحادي الطبقة والنمط الآخر متعدد الطبقات.

### أولاً: النظام أحادي الطبقة
يدمج هذا النظام طبقة حامل الدواء matrix بين الطبقات الأمامية والخلفية ويتكون هذا الحامل من مادة بوليميرية يبعثر فيها الدواء بتركيز معين بتوافر مع حجم معين من اللصاقة لتوفير تحرر معين ومضبوط من الدواء عبر الجلد ويمكن أن يحوي هذا الحامل على زيادة من حامل الدواء تبعاً للذوبان التوازني solubility equilibrium وتدرج تركيز حالة الثبات عند الطبقة المتقرنة أو قد يكون هذا الحامل غير حاوي على زيادة من المادة الدوائية وهنا نواجه المشكلة التالية:
أنه عند امتصاص الدواء من اللصاقة ينقص تركيز الدواء فيها تحت حد إشباع الجلد وبالتالي ينخفض نقل الدواء من اللصاقة إلى الجلد بشكل تدريجي لذا فالنظام السابق أفضل لاحتوائه على كمية زائدة من الدواء (في مدخر دوائي reserve) التي تضمن إشباع دوائي مستمر عند الطبقة المتقرنة من الجلد فنقلل انخفاض معدل الدواء فنضمن استمرارية مرور الدواء إلى طبقات الجلد وبكمية ثابتة وتبقى قادرة على إطلاق الدواء إلى ما بعد الزمن المنصوح به لاستبدال لصاقة جديدة وتصمم معظم نظم إيتاء الدواء بطريق الأدمة لتحتوي زيادة من الدواء.
وفي هذا النظام أحادي الطبقة يذاب الدواء والبوليمير أو يخلطان مع بعضهما ويصب على شكل حامل ويجفف.ويمكن إنتاج الحامل المهلم gelled matrix على شكل صفيحة أو على شكل اسطواني مع وحدات جرعية مستقلة مقطعة ومركزية في الطبقات الخلفية والأمامية.
ويوجد طبقة لاصقة في اللصاقة في الناحية التي سيتم لصقها على الجلد وطبقة واقية فوقها التي تنزع قبل الاستخدام.

### ثانياً النظام متعدد الطبقات
يحتوي هذا النظام مستودع دوائي reserve على شكل سائل أو هلامة، غشاء ضبط التحرير المعدل، طبقات ظهرية مساندة، لاصقة، واقية.
يملك هذا النظام ميزة على النظام السابق تتجلى في أنه مادام محلول الدواء في المستودع يبقى مشبعاً فإن معدل إطلاق الدواء خلال غشاء الضبط يبقى ثابتاً.
في هذا النظام توضع كمية صغيرة من الدواء بشكل متكرر في الطبقة اللاصقة لبدء امتصاص دوائي فوري . كما يمكن التحضير ببناء سابق لوحدة إيتاء الدواء وملء المستودع الدوائي والختم أو بعملية التصفيح lamination و التي تتضمن عملية مستمرة من البناء وتقدير الجرعة والختم .
بشكل ملخص:
يمكن أن يعمل إما نظام إيتاء الدواء المطبق أو الجلد كآلية لضبط المعدل في نقل الدواء من النظم بطريق الجلد.
فإذا تم إيتاء الدواء إلى الطبقة المتقرنة بمعدل أقل من سعة الامتصاص فإن النظام device يكون هو العامل المضبِّط وإذا تم إيتاء الدواء إلى المنطقة الجلدية حتى التشبع فإن الجلد يكون هو العامل الضابط لمعدل امتصاص الدواء وهكذا .. يضبط معدل امتصاص الدواء في جميع نظم إيتاء الدواء بطريق الأدمة أحادية الطبقة ومتعدد الطبقات إما بأغشية اصطناعية أو طبيعية(الجلد).

## تصنيف نظم إيتاء الدواء عن طريق الجلد
1-لصاقات القالب matrix system
2-لصاقات الأغشية

### لصاقات الأغشية
تكون فيها المادة الدوائية محتجزة ضمن القالب وهي مكونة من غلاف خارجي –قالب يختزن المادة الدوائية – طبقة لاصقة- طبقة واقية
لصاقات الأغشية
تحتوي علي مستودع للدواء بالإضافة إلي غشاء يضبط تحرر المادة الدوائية
وهي مكونة من:
1. غلاف خارجي
2. مستودع المادة الدوائية
3. غشاء يتحكم بالتحرر
4. طبقة لاصقة
5. طبقة واقية

## أمثلة عن اللصاقات الجلدية

### لصاقات النيكوتين
يستعمل نظم إيتاء الدواء بطريق الأدمة النيكوتين كمساعدات في برامج إيقاف التدخين وقد ظهر كحل فعال في إيقاف عادة التدخين عندما تستعمل تبعاً للإستراتيجيات المنصوح بها للمنتج.
توفر نظم إيتاء الدواء بطريق الأدمة مستويات دموية مستديمة للنيكوتين لمساعدة المريض في بدءه لمتابعة الهدأة من التدخين كما يتم تعزيز الدافع لإيقاف التدخين من خلال خفض أعراض الامتناع وبواسطة الإرضاء بشكل جزئي للرغبة الملحة للنيكوتين والمشاعر الحسية المرغوبة الموفرة بواسطة التدخين
تحتوي الرقع المتوافرة تجارياً من 7 حتى 22 ملغ من النيكوتين للتطبيق اليومي خلال فترة المعالجة التي تتراوح من 6 حتى 12 أسبوع
يطبق نظم إيتاء الدواء بطريق الأدمة للنيكوتين على الذراع أو الجذع الأمامي العلوي وينصح المرضى بعدم التدخين أثناء تطبيق النظام، يستبدل نظام إيتاء الدواء بطريق الأدمة يومياً.
توفر بعض نظم استبدال النيكوتين خفضاً تدريجياً في جرعة النيكوتين أثناء برنامج المعالجة
يجب التخلص من نظم إيتاء الدواء بطريق الأدمة المستعملة بسبب كون محتوى النيكوتين المتبقي ساماً للأطفال والحيوانات الأليفة
ينجح المراهقون الذين يستعملون لصاقات النيكوتين في التخلص من عادة التدخين كما عند البالغين (وذلك بغض النظر عن تناولهم لمضادات الاكتئاب) و تبين أن بعد 26 أسبوع من بدء العلاج باللصاقات تنخفض نسبة النيكوتين في الجسم إلى 7% وذلك في حال عدم تناول مضادات الاكتئاب .
وعلى أي حال نلاحظ نقص في عدد السجائر المدخنة يوميا .

### لصاقات النتروغليسيرين Nitro glycerin patches
لماذا توصف لصاقات النتروغليسيرين؟
يعد النتروغليسيرين مادة دوائية مستخدمة بشكل واسع في المعالجة الاتقائية prophylactic للذبحة الصدرية anginia ،حيث للدواء جرعة منخفضة نسبياً وعمر نصفي بلازمي قصير ومستويات بلازمية عالية القمة ولها تأثيرات جانبية عندما تؤخذ تحت اللسان(وهو طريق شائع لإعطائه).
ميزات النتروغليسيرين عن طريق الأدمة؟
تحرر مستمر للنتروغليسيرين:حيث يتم إطلاق الدواء إما:
بواسطة غشاء مضبِّط المعدل
إطلاق الدواء المضبط من حامل دوائي matrix أو مستودع دوائي
أو الجمع بينهما
وعندما تطبق اللصاقة على الجلد يمتص النتروغليسيرين بشكل مستمر مسبباً وصول الدواء الفعال إلى الأعضاء الهدف(القلب، الأطراف) قبل تعطيله من قبل الكبد.يتم إيتاء قسم فقط من النتروغليسيرين الكلي الموجود في النظام على مدى ال 24 ساعة مدة الاستعمال الاعتيادية، يعمل الجزء المتبقي كمصدر طاقة ترموديناميكية لإطلاق الدواء.
إن الجرعة السمية للنتروغليسيرين قريبة من الجرعة العلاجية وبالتالي عند استخدام اللصاقات نتخلص من احتمال استخدام المريض جرعة زائدة حيت تطبق هذه اللصاقات مرة واحدة في اليوم.
كيف يجب أن تستخدم؟
توضع لصاقة النتروغليسيرين مرة واحدة في اليوم في الصباح لكن من المهم إزالتها حوالي 8-12 ساعة في الليل ثم توضع واحدة جديدة في الصباح والسبب في ذلك عند وضع اللصاقة 24 ساعة متكاملة سيتم تعريض الجسم لكميات كبيرة تحوي كمية فائقة من الدواء كما ذكرنا سابقاً وبالتالي لن يعمل النتروغليسيرين وظيفته كما يجب.
تطبق عادة على الصدر أو الظهر أو الأذرع العلوية أو الأكتاف.يجب أن يكون المقر المختار خالياً من الشعر ونظيفاً وجافاً وسليماً(غير مكشوط أو مجروح) بحيث تلتصق الرقعة بدون صعوبة، ولا يشجع استخدام الأطراف تحت الركبة أو المرفق.
يجب أن يفهم المريض بأن التمرين الفيزيائي ودرجات الحرارة المحيطة المرتفعة مثل الساونا يمكن أن تزيد من امتصاص النتروغليسيرين.
ماهي التأثيرات الجانبية للنتروغليسيرين؟
- دوار
- احمرار في الوجه والرقبة
- ازدياد سرعة ضربات القلب
- وهناك تأثيرات محتملة مثل جفاف فم، ضعف عام، اجهاد، اغماء، هبوط ضغط، غشاوة بصر
معلومات أخرى
- إذا سقطت اللصاقة خلال النهار يجب وضع لصاقة جديدة فوراً
- إذا أحس المريض بتحسن لا يجب قطع الدواء من نفسه بل بأمر من الطبيب
- يجب الانتباه للأعراض الجانبية وعدم تناول دواء آخر معه إلا باستشارة طبيب
- إذا كانت المرأة تستخدمه ثم أصبحت حامل فيجب أن تخبر الطبيب
- قد يسبب الدواء نعاس أو تشويش رؤية فيجب عدم قيادة السيارة أو تشغيل آلات حتى التأكد من تأثيره على المريض
- يجب حفظه بعيداً عن الحرارة أو الرطوبة أو الأطفال.

## قراءة إضافية
- "Transderm Scōp" (PDF). إدارة الغذاء والدواء. 1998. مؤرشف من الأصل (PDF) في 2007-08-10. اطلع عليه بتاريخ 2007-02-12.

## روابط خارجية
- PlastoPharma
- The 10th US-Japan Symposium on Drug Delivery Systems